# Anthony Morton (Admiral)
Sir Anthony Storrs Morton, GBE, KCB (* 6. November 1923; † 6. Mai 2006 in Winchester, Hampshire) war britischer Seeoffizier der Royal Navy, der unter anderem als Admiral von 1977 bis 1978 Vize-Chef des Verteidigungsstabes (Vice-Chief of the Defence Staff) sowie zwischen 1980 und 1983 Militärischer Vertreter im NATO-Militärausschuss war. Er war ferner von 1983 bis 1997 Wappenkönig des Order of the British Empire (King of Arms of the Order of the British Empire) sowie 1988 erst kurzzeitig Rear-Admiral of the United Kingdom und danach zwischen 1988 und 1994 Vice-Admiral of the United Kingdom.

## Leben
Anthony Storrs Morton, Sohn von Harold Morton, besuchte die Loretto School in Musselburgh, das älteste Internat Schottlands, und trat während des Zweiten Weltkrieges 1941 in die Royal Navy ein. Im Laufe der nächsten Jahrzehnte fand er zahlreiche Verwendungen als Seeoffizier und Stabsoffizier. Als Kapitän zur See (Captain) war er zwischen Dezember 1964 und Juli 1966 Kommodore des 20. Fregattengeschwaders (20th Frigate Squadron) mit dem Flaggschiff HMS Yarmouth. Im Anschluss fungierte er von Juli 1966 bis August 1968 als Abteilungsleiter für Operationen und Planungen (Assistant Chief of Staff, Operations and Plans) der Fernost-Flotte (Far East Fleet). Im Anschluss wurde er im November 1968 Dienstältester Marineoffizier in Nordirland (Senior Naval Officer, Northern Ireland) und war bis 1970 der letzte Inhaber dieses Postens.
Im Januar 1971 wechselte Morton als Konteradmiral (Rear-Admiral) an das Royal College of Defence Studies (RCDS) und war an diesem bis November 1972 dienstältester Marineoffizier im Leitungsstab (Senior Naval Member, Directing Staff). Im Anschluss war er zwischen Februar 1973 und Juni 1975 Abteilungsleiter Grundsatzfragen im Verteidigungsstab (Assistant Chief of the Defence Staff (Policy)). Als Vizeadmiral (Vice-Admiral) übernahm er im November 1975 den Posten als Flaggoffizier der Ersten Flottille (First Flotilla) und bekleidete diese Funktion bis März 1977. Als Nachfolger von Vizeadmiral Henry Leach wurde er daraufhin im März 1977 Stellvertretender Chef des Verteidigungsstabs der Streitkräfte des Vereinigten Königreichs (Vice Chief of the Defence) und hatte diesen Posten bis April 1978 inne, woraufhin Generalleutnant Edwin Bramall sein dortiger Nachfolger wurde. Am 31. Dezember 1977 wurde er zum Knight Commander des Order of the Bath (KCB) geschlagen, so dass er seither den Namenszusatz „Sir“ führte. Im Anschluss löste er im Januar 1978 Vizeadmiral Raymond Lygo als Stellvertretenden Chef des Marinestabes (Vice-Chief of the Naval Staff) ab und behielt dieses Amt bis zu seiner Ablösung durch Vizeadmiral William Staveley im Juli 1980.
Zuletzt wurde Anthony Morton zum Admiral befördert und übernahm im Oktober 1980 Air Chief Marshal Alasdair Steedman den Posten als Militärischer Vertreter im NATO-Militärausschuss. Diese Funktion hatte er bis zu seinem Eintritt in den Ruhestand im Oktober 1983 inne und wurde daraufhin von General Thomas Morony abgelöst. Am 31. Dezember 1981 wurde er auch zum Knight Grand Cross des Order of the British Empire (GBE) erhoben.
Nach seinem Eintritt in den Ruhestand war Morton als Nachfolger von Generalleutnant George Gordon-Lennox von 1983 bis zu seiner Ablösung durch Air Chief Marshal Patrick Hine 1997 Wappenkönig und damit oberster Herold des Order of the British Empire (King of Arms of the Order of the British Empire). Er war ferner zwischen Oktober und November 1988 erst kurzzeitig Rear-Admiral of the United Kingdom und damit Stellvertreter des Vice-Admiral of the United Kingdom. Im Anschluss fungierte er zwischen dem 24. November 1988 und dem 17. Januar 1994 selbst als Vice-Admiral of the United Kingdom und war als solcher Stellvertreter des Lord High Admiral.